# Henry Forster, 1. Baron Forster

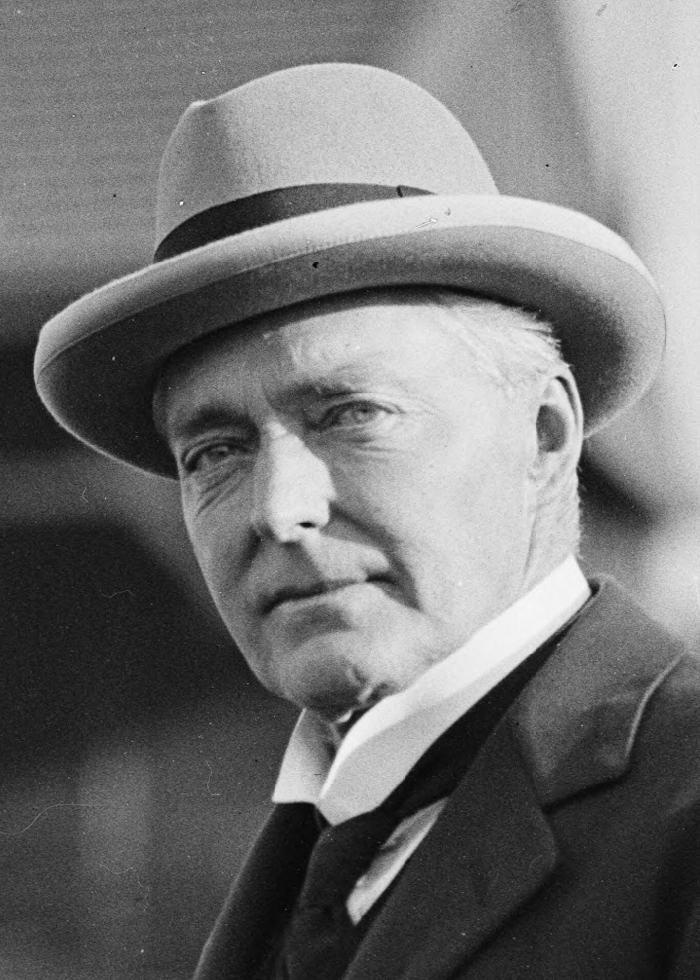
Henry Forster, 1. Baron Forster

Henry William Forster, 1. Baron Forster GCMG PC DL (* 31. Januar 1866 in Kent, Großbritannien; † 15. Januar 1936 in London, Großbritannien) war ein britischer Politiker und siebter Generalgouverneur Australiens.

## Frühes Leben
Forster wurde in Kent, England, als Sohn eines Armee-Offiziers geboren. Er genoss eine hervorragende Ausbildung am Eton College und der Universität Oxford. Im Jahr 1890 heiratete er Rachel Cecily Douglas-Scott-Montagu, eine Tochter von Henry Douglas-Scott-Montagu, 1. Baron Montagu of Beaulieu.
Er war auch ein First-Class-Cricketspieler, hauptsächlich für Oxford University, und war Präsident des Marylebone Cricket Club, des berühmtesten Cricket-Clubs der Welt.

## Politische Karriere

### House of Commons & House of Lords
Forster wurde 1892 in das House of Commons als Konservativer für Sevenoaks gewählt. Unter Robert Gascoyne-Cecil, 3. Marquess of Salisbury arbeitete er in der Regierung mit. Ebenso war er in der Koalitionsregierung während des Ersten Weltkriegs vertreten.
1919 wurde er als Baron Forster, of Lepe in the County of Southampton zum Peer erhoben und in das House of Lords aufgenommen. Im Juni 1920 wurde ihm der Posten als Generalgouverneur Australiens angeboten, den er annahm. Kurz darauf, am 28. Juni 1920, wurde er zum Knight Grand Cross des Order of St. Michael and St. George ernannt.

### Generalgouverneur
Forster war der erste Generalgouverneur, dessen Ernennung tatsächlich von Australien mitbestimmt wurde, da der Kolonialminister, Alfred Milner, 1. Viscount Milner, dem australischen Premierminister Billy Hughes noch zwei weitere Kandidaten vorschlug, woraufhin Hughes Baron Forster auswählte. Forster traf im Oktober 1920 in Australien ein. Forster musste erkennen, dass die kongeniale Zusammenarbeit in der Politik des Vorkriegs-Australiens durch politische Machtkämpfe während und nach dem Krieg zerstört wurde. Zum Zeitpunkt von Forsters Eintreffen dominierte die Nationalist Party of Australia von Premier Hughes, während die Australian Labor Party pazifistisch und sozialistischer als zuvor aufgestellt war.
In den fünf Jahren, in denen Forster das Amt des Generalgouverneurs bekleidete, spielte er kaum eine Rolle in der Politik des Landes. Auch an dem einzigen Regierungswechsel während seiner Amtszeit, als Billy Hughes im Februar 1923 durch Stanley Bruce ersetzt wurde, war Forster nicht beteiligt. Durch das gestiegene nationale Selbstbewusstsein und die politische Unabhängigkeit von Großbritannien verlor das Amt des Generalgouverneurs als Vermittler und Ansprechpartner immer mehr an Bedeutung. Während sein direkter Vorgänger, Ronald Munro-Ferguson, 1. Viscount Novar, sich diesem Trend entgegenstellte, nahm Forster den Bedeutungsverlust seines Amtes hin. Seine Rolle kam der eines modernen Generalgouverneurs gleich. Fortan wurden Forster ausschließlich repräsentative Aufgaben zuteil wie die Eröffnung von Festen, Krankenhausbesuche, der Besuch von Sportveranstaltungen, sowie die Ausrichtung von Bällen und Banketten. Daraus ergab sich eine deutlich größere Beliebtheit in der Bevölkerung für Forster, als für alle seine Vorgänger, jedoch hatte er bis dahin den geringsten Einfluss aller Generalgouverneure in Australien. Forster und seine Ehefrau setzten sich hauptsächlich für karitative Zwecke ein und bereisten das ganze Land.
Das „Rachel Forster Hospital for Women“ wurde 1925 in Ehren von Lady Forster in Redfern, Sydney, gegründet. Nachdem dieses zwischenzeitlich geschlossen wurde, hat man es mittlerweile neu errichtet. Zudem gibt es einen „Lady Forster Kindergarten“ in Port Melbourne, Victoria.

## Späte Jahre
Die Forsters verließen Australien im Oktober 1925 wieder. Bis zu seinem Tod 1936 lebte Forster mit seiner Familie in der Nähe von Southampton und führte ein ruhiges Leben abseits der Politik. Lady Forster wurde 1926 zur Dame Grand Cross des Order of the British Empire ernannt. Zudem wurde sie zu einer Dame of Grace des Malteserorden ernannt.
Die beiden Söhne von Baron Forster und seiner Frau, John Forster und Alfred Henry Forster, sind beide während des Ersten Weltkrieges ums Leben gekommen. Baron Forster hinterließ zwei Töchter, Dorothy Charlotte Forster und Emily Rachel Forster. Da er bei seinem Tod keine männlichen Nachfahren hatte, starb mit ihm der Titel Baron Forster aus.